# Vitalik Buterin
Vitalij Dmitrijevics Buterin (oroszul: Вита́лий Дми́триевич Буте́рин), ismertebb nevén Vitalik Buterin (oroszul: Вита́лик Буте́рин) (Kolomna, 1994. január 31. –) orosz-kanadai számítógépes programozó, az Ethereum társalapítója. Buterin már a kezdetekkor kapcsolatba került a kriptovalutákkal, 2011-ben társalapítója volt a Bitcoin Magazine-nak. 2014-ben Buterin Gavin Wooddal, Charles Hoskinsonnal, Anthony Di Iorioval és Joseph Lubinnal együtt telepítette az Ethereum blokkláncot.

## Fiatalkor, tanulmányok
Vitalij Buterin 1994. január 31-én született Oroszországban, Kolomnában, orosz családban. Édesapja, Dmitrij informatikus volt. Ő és szülei hatéves koráig éltek a környéken, amikor szülei jobb munkalehetőségek után kutatva Kanadába emigráltak. A kanadai általános iskola harmadik osztályában Buterin egy tehetséges gyerekeknek szóló osztályba került, ahol a matematika, a programozás és a közgazdaságtan vonzotta. Buterin ezután a torontói The Abelard School magángimnáziumba járt. 17 éves korában édesapjától, Dmitrij Buterintől tanult a bitcoinról.
A középiskola után Buterin a Waterloo-i Egyetemre járt. Ott haladó kurzusokat vett fel, és kutatási asszisztense volt Ian Goldberg kriptográfusnak, aki társalkotója volt az Off-the-Record Messagingnek és a Tor Project korábbi igazgatótanácsi elnöke. Buterin 2012-ben bronzérmet nyert az olaszországi Nemzetközi Informatikai Olimpián.
2013-ban más országokban is meglátogatta a fejlesztőket, akik osztoztak a kódolás iránti lelkesedésében. Még abban az évben visszatért Torontóba, és egy fehér könyvet tett közzé, amelyben az Ethereumot javasolta. 2014-ben otthagyta az egyetemet, amikor a Peter Thiel kockázati tőkés által létrehozott Thiel Fellowship ösztöndíjjal 100 000 dolláros támogatást kapott, és teljes munkaidőben az Ethereumon kezdett dolgozni.
2018. november 30-án Buterin tiszteletbeli doktori címet kapott a Bázeli Egyetem Gazdaságtudományi Karától.

## Karrier

### Bitcoin Magazine
Vitalij 2011-ben kezdett írni a Bitcoin Weekly kiadványnak, miután egy bitcoin fórumon találkozott egy személlyel, akinek az volt a célja, hogy bitcoint keressen. A tulajdonos öt bitcoint (akkoriban körülbelül 3,50 dollárt) ajánlott fel annak, aki ír neki egy cikket. Vitalij addig írt az oldalnak, amíg az nem sokkal később be nem zárta működését az elégtelen bevétel miatt. 2011 szeptemberében Mihai Alisie megkereste Buterint, hogy indítson egy új nyomtatott kiadványt Bitcoin Magazine néven, amit Buterin első társalapítóként elfogadott, és vezető íróként is hozzájárult.
A Bitcoin Magazine 2012-ben később elkezdte kiadni a nyomtatott kiadványát, és azóta az első komoly, kriptovalutákkal foglalkozó kiadványként emlegetik. Miközben a Bitcoin Magazine-nál dolgozott, Buterin megkereste Jed McCalebet, hogy állást kérjen a Ripple-nél, aki ezt elfogadta. A tervezett foglalkoztatásuk azonban meghiúsult, miután a Ripple nem tudta támogatni Buterin amerikai vízumát.
Emellett 2016-ban a Ledger szerkesztőbizottságában is helyet foglalt, amely egy olyan lektorált tudományos folyóirat, amely teljes terjedelmű eredeti kutatási cikkeket publikál a kriptopénz- és a blokklánc-technológia témakörében.

### Ethereum
Buterin a feltalálója az Ethereumnak, amelyet "decentralizált bányászati hálózatnak és szoftverfejlesztési platformnak nevezünk", amely lehetővé teszi új kriptovaluták és programok létrehozását, amelyek egyetlen blokkláncon (kriptográfiai tranzakciós főkönyv) osztoznak.
Buterin először 2013 novemberében egy fehér könyvben fogalmazta meg az Ethereumot. Buterin azzal érvelt, hogy a bitcoinnak szüksége van egy szkriptnyelvre az alkalmazások fejlesztéséhez. Amikor azonban nem sikerült egyetértésre jutnia, egy új platform kifejlesztését javasolta egy általánosabb szkriptnyelvvel.
Az Ethereum fehér könyve elkezdett terjeszkedni az interneten, és 2013 végére és 2014 elejére megnőtt az érdeklődés az új protokoll iránt. Buterin január 26-án a Miamiban megrendezett észak-amerikai bitcoinkonferencián jelentette be nyilvánosan az Ethereumot. Buterin 25 perces beszédet tartott, amelyben ismertette a decentralizált, engedély nélküli hálózaton működő általános célú globális számítógépet, majd az Ethereum lehetséges felhasználási területeivel fejezte be, amelyek a terménybiztosítástól a decentralizált tőzsdéken át a DAO-kig terjedtek.
Az Ethereum projektről Buterin azt mondta 2020-ban: "Igazán hálás vagyok, hogy az ipar egy ilyen érdekes és interdiszciplináris területén dolgozhatok, ahol lehetőségem van arra, hogy kriptográfusokkal, matematikusokkal és a szakterületükön kiemelkedő közgazdászokkal lépjek kapcsolatba, hogy segítsek olyan szoftverek és eszközök létrehozásában, amelyek már most is emberek tízezreit érintik világszerte, és hogy minden héten az informatika, a közgazdaságtan és a filozófia haladó problémáin dolgozhatok.". Egy 2018-as New Yorker-cikkben azonban az apja azt sugallja, hogy Buterin megpróbálja elkerülni, hogy a blokkláncvilág filozófuskirályaként ráirányuljon a figyelem: "Igyekszik a kutatásra összpontosítani az idejét. Nem túlságosan izgatja, hogy a közösség ekkora jelentőséget tulajdonít neki. Azt szeretné, ha a közösség rugalmasabb lenne".
Buterin kijelentette, hogy azért késztette a decentralizált pénz létrehozására, mert a World of Warcraft karakterét nerfelték, konkrétan a 3.1.0-s patch által. Az about.me biojában így folytatta:
Boldogan játszottam a World of Warcraftot 2007-2010 között, de egy nap a Blizzard eltávolította a sebzéskomponenst szeretett warlockom Siphon Life varázslatából. Elsírtam magam, és azon a napon rájöttem, milyen borzalmakat hozhatnak a központosított szolgáltatások. Hamarosan úgy döntöttem, hogy kilépek.

##### Nyílt forráskódú szoftverek
Buterin fejlesztőként más nyílt forráskódú szoftverprojektekhez is hozzájárult. Közreműködött a Cody Wilson által készített DarkWallet, a Bitcoin Python könyvtárak és az Egora kripto piactér oldal létrehozásában is.

### Ethereum Oroszország
Mivel Buterin felismerte az Ethereum vállalkozás gazdasági és politikai jelentőségét hazája, Oroszország számára, 2017. június 2-án találkozott Vlagyimir Putyin elnökkel a Szentpétervári Nemzetközi Gazdasági Fórumon (SPIEF). Putyin kijelentette, hogy "támogatja a lehetséges orosz partnerekkel való kapcsolatfelvétel gondolatát".

### A Glen Weyl-lel való közös munka
Buterin kapcsolatba került Glen Weyl közgazdásszal, miután tweetelt Weyl új vagyonadóra vonatkozó javaslatáról. Ezután ketten írtak egy kiáltványt Liberation Through Radical Decentralization (Felszabadulás radikális decentralizáción keresztül) címmel, amelyben kiemelték a közös pontokat Buterin kriptovalutákkal kapcsolatos munkája és Weyl munkája között, amely a társadalmi problémák piaci alapú megoldásaival foglalkozik. Zoe Hitziggel, a Harvardon PhD-hallgatóval együttműködve 2019-ben publikáltak egy tanulmányt A Flexible Design for Funding Public Goods címmel. A dolgozat a közjavak optimális biztosításának módszerét mutatja be, a kvadratikus szavazás egy változatát használva. 2022 augusztusáig a kvadratikus finanszírozás segítségével több mint 20 millió dollárt osztottak szét nyílt forráskódú szoftverprojekteknek, elsősorban a Gitcoin Grantson keresztül.

#### Díjak és elismerések
- Thiel ösztöndíj, 2014[28]
- World Technology Award IT szoftver kategóriában, 2014[29]
- Fortune 40 40 év alattiak listája, 2016[30]
- Forbes 30 30 alatt lista, 2018[31]
- Fortune the ledger 40 a 40 alatt lista, 2018[32]
- Bázeli Egyetem tiszteletbeli doktori cím, 2018[33]
- Time 100, 2021[34]

#### Filantrópia
- 2017-ben 763 970 dollárnyi Ethereumot adományozott a Machine Intelligence Research Institute-nak.[35]
- 2,4 millió dollárnyi Ethert adományozott a SENS Kutatási Alapítványnak 2018-ban, a fiatalító biotechnológiák és az emberi élet meghosszabbításának kutatására.[36]
- 50 000 dollárt adományozott a SENS Kutatási Alapítványnak 2020-ban. Sam Bankman-Frieddel és Haseeb Qureshi-vel közösen összesen 150 000 dollárt adományoztak a SENS Kutatási Alapítványnak az öregedés és az öregedéssel kapcsolatos betegségek elleni küzdelemre a Twitter felhasználóinak választása alapján, nyílt szavazáson keresztül.[37]
- 2021-ben 1,14 milliárd USD értékű, korábban neki ajándékozott SHIBA érméket adományozott az indiai Crypto Covid segélyalapnak. Ez az adomány a forgalomban lévő érmék 5%-át tette ki, és akkoriban 50%-os árfolyamzuhanást okozott.[38]
- 2021. május 12-én 336 millió dollár értékű, korábban neki ajándékozott Dogelon Mars ($ELON) érmét adományozott a Methuselah Alapítványnak, amely az emberi élettartam meghosszabbítására összpontosít.[39] Buterin adományozása a mém érme értékének 70%-os esését okozta[40]
- 2023. február 11-én 99 Ethereumot, közel 150 000 dollárt adományozott a szíriai-török földrengés áldozatainak megsegítésére.[41]

##### A 2022-es ukrajnai orosz invázió elleni filantróp erőfeszítések
A 2022-es ukrajnai orosz invázió óta Buterin felszólalt a háború ellen és támogatta Ukrajnát. Az invázió első napján Buterin azt tweetelte, hogy "az Ethereum semleges, de én nem vagyok az", és hogy a támadás mind az ukrán, mind az orosz nép elleni bűncselekmény volt. Ezt néhány nappal később egy "menj a picsába" ("иди на хуй") követte, válaszul az RT főszerkesztőjének, Margarita Simonyannak a tweetjére. Azt állította, hogy azok az emberek, akik szégyellik magukat orosznak mondani Moszkva Ukrajna elleni fellépése miatt, valójában nem is oroszok ("Ha вам most стыдно, hogy вы русские, nem волнуйтесь, вы – nem русские.").
Buterin kriptót adományozott az országot támogató projekteknek, és támogatta az Ukrajnát segítő projekteket "kriptofilantrópia" révén. Ezek közé tartozik az Ukraine DAO, amelyben apja, Dmitrij az egyik kulcstulajdonos a több aláírást tartalmazó kriptotrezorban.

#### Könyvek
Vitalik Buterin: Proof of Stake: The Making of Ethereum and the Philosophy of Blockchains. Seven Stories Press, 2022. – С. 384. – ISBN 978-1644212486.